# Esperanza de vida
| ⩾ 85 82.5 80 77.5 | 75 72.5 70 67.5 | 65 62.5 60 57.5 | 55 ⩽ 53 |

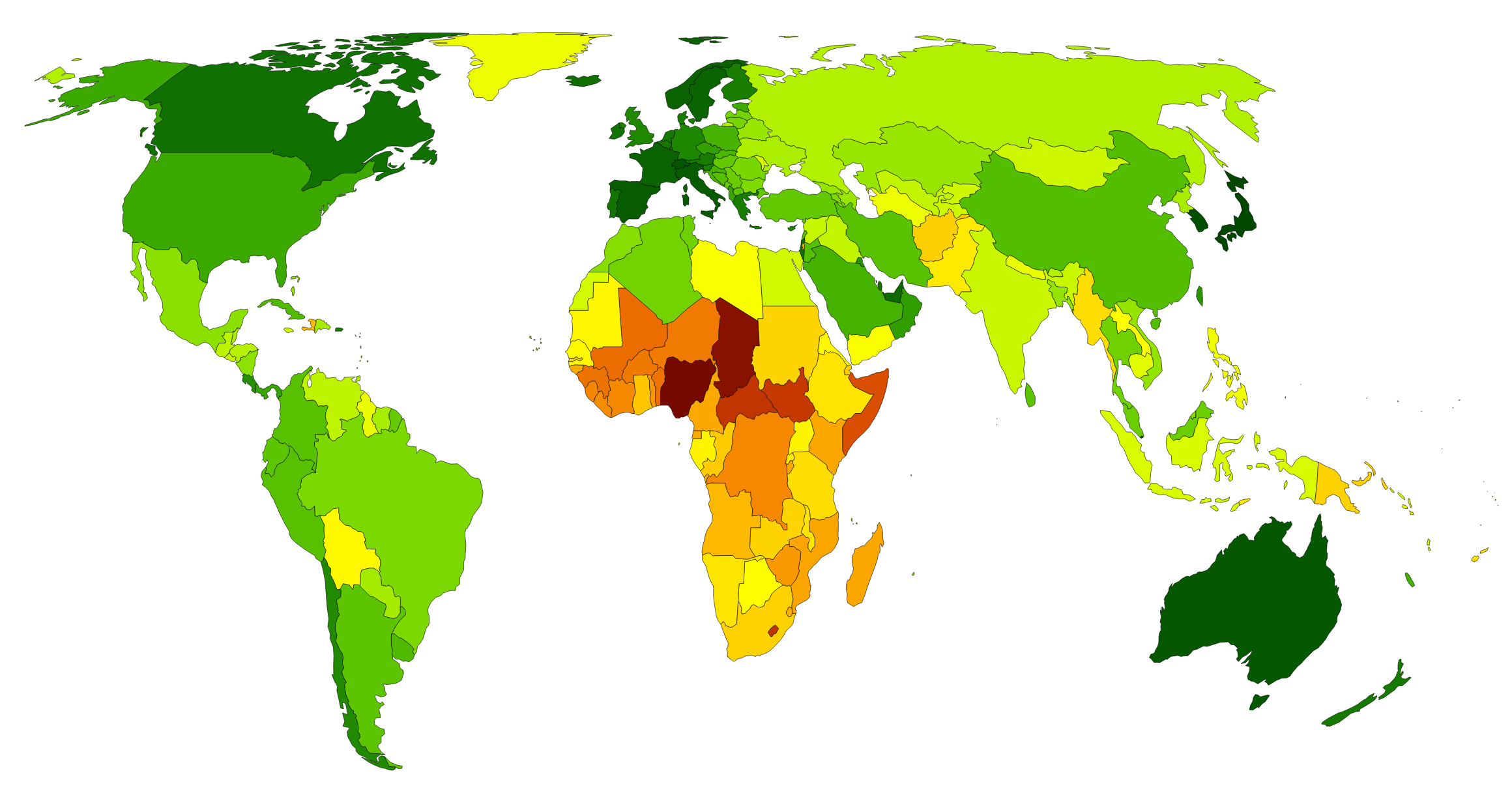
Mapa de la esperanza de vida al nacer en cada país del mundo en 2023.

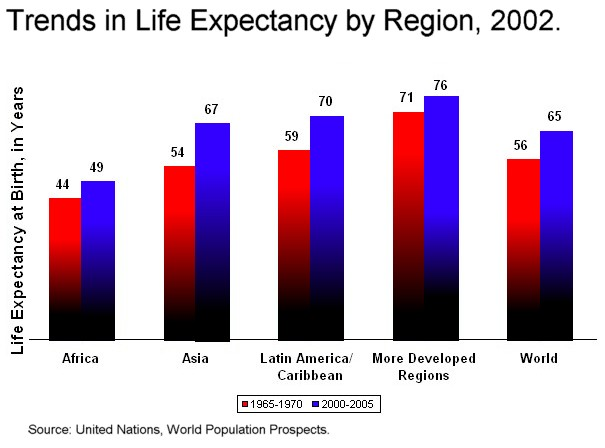
Esperanza de vida por continente en comparativa 1970-2002.

La esperanza de vida o expectativa de vida es la media de la cantidad de años que vive una determinada población absoluta o total en un cierto período.

## Definición
La definición de esperanza de vida es la siguiente: 

Años que un recién nacido puede esperar vivir si los patrones de mortalidad por edades imperantes en el momento de su nacimiento siguieran siendo los mismos a lo largo de toda su vida.

### Advertencias
Conviene notar que la esperanza de vida no está ligada con la esperanza matemática del número de años que vivirá realmente una persona. Esto sucede debido a los cambios tecnológicos y otros incidentes que variarán las tasas de mortalidad. Realmente lo que llamamos «esperanza de vida» en el año t, EV0(t) es el promedio de edad de las personas fallecidas en un año, esto es:

{\displaystyle EV_{0}(t)=\sum _{j=1}^{\infty }p_{j}(t)\cdot j}

Donde {\displaystyle p_{j}(t)\,} es la proporción de personas fallecidas a la edad j en el año t (expresada en tanto por 1).
Mientras que la verdadera esperanza matemática de vida <EV(t)> vendría dada por:

{\displaystyle \langle EV(t)\rangle =\sum _{j=1}^{\infty }{\bar {p}}_{j}(t)\cdot j}

Donde {\displaystyle {\bar {p}}_{j}(t)} es la probabilidad de que una persona nacida en el año t muera a la edad de j años.
Si las condiciones de salud mejoran objetivamente y no ocurren desastres o cataclismos abruptos durante la vida de las personas nacidas en un año, se espera que la esperanza de vida estimada por cálculos de defunciones sea inferior a la verdadera esperanza de vida:

{\displaystyle EV_{0}(t)<\langle EV(t)\rangle }.

Por otra parte, está muy extendida la creencia errónea de que la esperanza de vida al nacer corresponde con la edad de senectud: por ejemplo, se oye muchas veces que, en la prehistoria, los seres humanos eran ancianos a la edad de veintitantos, treinta o cuarenta años. Esto es totalmente falso. Una esperanza de vida de 35 años puede significar, por ejemplo, simplificando muchísimo, que la mitad de la población muere al nacer o en su primer año de vida (cosa bastante razonable en la prehistoria) y la otra mitad a los 70 años de edad.

## Algunos valores

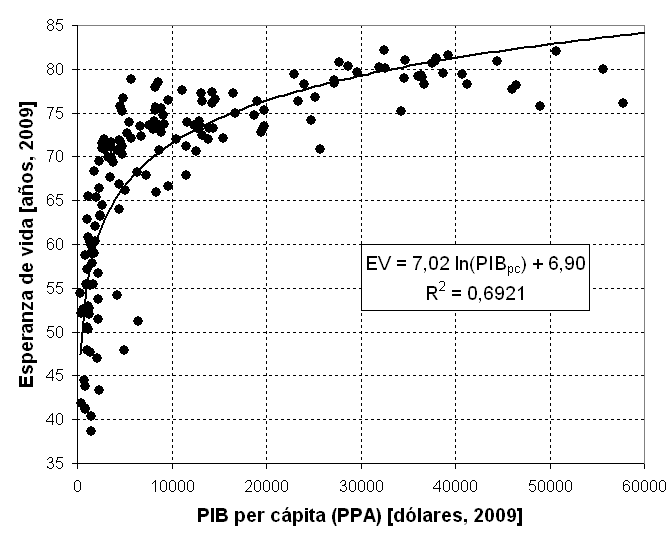
Relación entre la esperanza de vida y el PIB per cápita (que es una tasa de natalidad compuesta) en 2009, para los países de renta muy baja existe una relación creciente clara entre ambas variables, a partir de rentas medias la esperanza de vida cambia poco con la renta.

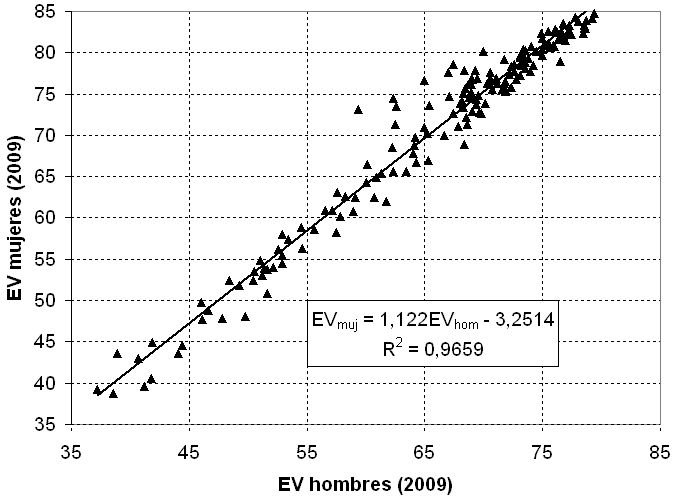
Diferencias entre la esperanza vida de hombres y mujeres, estadísticamente las mujeres viven un 12 % más que los hombres en promedio, como se aprecia en el gráfico donde se compara la esperanza de vida de hombres y mujeres en 162 países.

### Esperanza de vida en el mundo
La media mundial actual es de entre 70 y 73 años.
Según el informe 2016 de la ONU: Las naciones con menor expectativa son Sudán del Sur y Somalia con 56 años, Lesoto con 54 años, Costa de Marfil y Nigeria con 53 años, Chad y República Centroafricana con 52 años y Sierra Leona con 51 años. En cuanto a las de mayor expectativa son Japón con 83 años y Canadá, Suiza, Singapur, Noruega, Australia, Liechtenstein, Islandia, Israel, Italia y España con 82 años.
Estadística por continentes o sectores:
| Estadísticas de 2014       | Esperanza de vida |
| América del Norte          | 77                |
| Oceanía                    | 75                |
| Europa                     | 74                |
| América Latina y el Caribe | 72                |
| Asia                       | 70                |
| África                     | 58                |

Estadísticas por país / territorio

### Esperanza de vida a lo largo de la Historia
La información que aquí se aporta representa (salvo que se indique lo contrario) la estimación de las esperanzas de vida del conjunto total de la población mundial. En muchos casos, los años de esperanza de vida variaban considerablemente en función del sexo o de la clase social.[cita requerida]
En algunas ocasiones, principalmente en el pasado, la esperanza de vida se incrementaba tras los años de infancia, en tanto que los individuos superaran las muy altas tasas de mortalidad asociadas a la etapa infantil.
Las esperanzas de vida referidas en la siguiente lista tienen en cuenta la mortalidad infantil, pero no la mortalidad prenatal (aborto espontáneo o  inducido).
| Eras                                            | Esperanza de vida media al nacer (años) | Comentario |
| ----------------------------------------------- | --------------------------------------- | --- |
| Paleolítico                                     | 22-33                                   | Se estima que la esperanza de vida a la edad de 15 era de 54 años. |
| Edad del Bronce y Edad de Hierro                | 26                                      | |
| Grecia clásica                                  | 25-28                                   | Según los datos del Ágora de Atenas y Corinto, la esperanza de vida total a los 15 años sería de entre 37 y 41 años. |
| Antigua Roma                                    | 22-28                                   | |
| Norteamérica precolombina                       | 25-35                                   | Se estima que la esperanza de vida media probablemente era entre 25 y 35 años. |
| Califato Islámico medieval                      | 35+                                     | Se dice que la longevidad media de las élites era de entre 55–80 años en oriente medio y de entre 65–75 en Al-Ándalus. |
| Gran Bretaña en el siglo XIII (Edad Media)      | 31                                      | La esperanza de vida media de un niño nacido en el Reino Unido era de 31, sin embargo, si lograba cumplir los 20 podía esperar vivir hasta los 45, y si llegaba a los 30 tenía muchas posibilidades de llegar a los 50 años. |
| India desde 1871 hasta 1925                     | 23-27                                   | |
| Promedio mundial del siglo XIX                  | 28-32                                   | |
| Inicio del siglo XX en los países desarrollados | 50-65                                   | La esperanza de vida crece gracias a las reformas y la generalización de la sanidad e higiene en la sociedad en general. |
| Parte del siglo XX y comienzos del siglo XXI    | 52-69                                   | Esperanza de vida mundial desde 1960 hasta el año 2008. |
| Media mundial actual                            | 70-73                                   | Esperanza de vida mundial desde 2009 hasta los años 2020. |

Durante la Revolución Industrial, la esperanza de vida infantil tuvo un notable aumento. El porcentaje de niños nacidos en Londres que morían antes de los cinco años disminuyó del 74,5 % en 1730-1749 al 31,8 % en 1810-1829.
Se considera que las medidas de salud pública son responsables de la mayor parte del reciente incremento de la esperanza de vida. A lo largo del siglo XX, la longevidad media en los Estados Unidos se incrementó más de 15 años, de los cuales 5 se atribuyen a los avances en  salud pública.
Para evaluar la calidad de estos años de vida adicionales, se han estimado las expectativas de vida saludable en los últimos años. Desde 2001, la OMS pública estadísticas llamadas Esperanza de vida saludable (HALE por sus siglas en inglés), que se definen como el número de años que una persona puede vivir con salud completa, sin contar los años vividos con alguna enfermedad o dolencia a edad avanzada. Desde 2004, Eurostat pública estadísticas anuales llamadas Healthy Life Years (HLY) basado en reportes. El gobierno estadounidense emplea cifras y estadísticas similares, como el Healthy People 2010, al elaborar sus planes.
Cada vez un número mayor de países utilizan los indicadores de esperanza de vida para controlar la salud de sus poblaciones. Hay desigualdad en la esperanza de vida entre las clases sociales (pobres, media y ricos) entre los sexos (mujeres y hombres) y entre las categorías laborales, además de entre las naciones. Hay políticas posibles para reducir todo tipo de desigualdad, para lo que se precisa algo de ciencia, mucha conciencia y constante determinación.
Se supone que el ser humano, en óptimas condiciones, pueda vivir cien años o un poco más. Sin embargo a pesar del avance en la salud y calidad de vida en el último siglo, las costumbres humanas como el consumo de drogas, alcohol, azúcar, comida basura, sedentarismo, estrés, enfermedades de todo tipo, exposición a elementos tóxicos, entre otros, disminuye los años de vida de los seres humanos. Se cree también que pueda ser genético.